# Millard Hampton
Millard Frank Hampton Jr. (Fresno, 8 luglio 1956) è un ex velocista statunitense.

## Palmarès
Giochi olimpici
- 2 medaglie:
  - 1 oro (staffetta 4×100 metri a Montréal 1976)
  - 1 argento (200 metri a Montréal 1976).